# Serrat del Comellar
El Serrat del Comellar és un serrat del terme municipal de Tremp, antigament del de Gurp de la Conca. L'extrem nord-occidental del serrat arriba a l'antic termenal amb el terme de Sapeira, a la Roca de la Mola.
El seu cim més alt és el Pui de Boix, de 1.281,2 m. alt., situat al centre de la serra.
La serra ascendeix en direcció nord-oest cap a la Roca de la Mola des de la zona de la Borda de Figuera, on hi ha l'església romànica de Sant Miquel de Gurp.